# 桜こう
桜 こう（さくら こう）は、日本のライトノベル作家。
青森県出身。2007年、『僕がなめたいのは、君っ!』で第2回小学館ライトノベル大賞・ガガガ賞を受賞しデビューする。

## 作品リスト
- 僕がなめたいのは、君っ!シリーズ（2008年5月21日 - 2010年1月19日、ガガガ文庫、イラスト:西邑、全5巻）